# De ontdekking van Romulus en Remus
De ontdekking van Romulus en Remus is een schilderij van Peter Paul Rubens dat hij rond 1613 maakte. Het maakt deel uit van de collectie van de Capitolijnse Musea in Rome.

## Herkomst
Dit doek is geschilderd in Antwerpen, waar de kunstenaar zich na zijn terugkeer uit Italië had gevestigd. Rubens was als een van de eerste buitenlandse kunstenaars langdurig in Italië geweest, van 1600 tot 1608 (met een onderbreking in 1604-05). 
Het schilderij was eigendom van kardinaal Giovanni Francesco Guidi di Bagno, nuntius in Brussel van 1621 tot 1627. Hij liet het in 1641 waarschijnlijk na aan kardinaal Carlo Pio di Savoia, waardoor het werk in Rome terecht kwam. In 1750 verkocht prins Gilberto Pio di Savoia het aan paus Benedictus XIV voor de Capitolijnse Musea, samen met andere belangrijke werken.

## Voorstelling
Op het schilderij is te zien hoe de herder Faustulus de tweeling Romulus en Remus ontdekt, gevoed door een wolf en een specht - dieren gewijd aan de god Mars, de vader van de twee baby's. Het tafereel speelt zich af in de schaduw van een grote vijgenboom, de beroemde Ficus Ruminalis, aan de oevers van de Tiber, die wordt afgebeeld als een oude man die leunt op een grote kruik waaruit het water van de rivier stroomt. Hij wordt vergezeld door een waternimf of, volgens een andere interpretatie, door Rhea Silvia, moeder van de tweeling.
De centrale groep van het schilderij is afgeleid van een oud beeldhouwwerk dat de wolf en de tweeling voorstelt naast de rivier de Tiber, dat de kunstenaar in het Vaticaan had kunnen zien en tekenen.

## Afbeelding

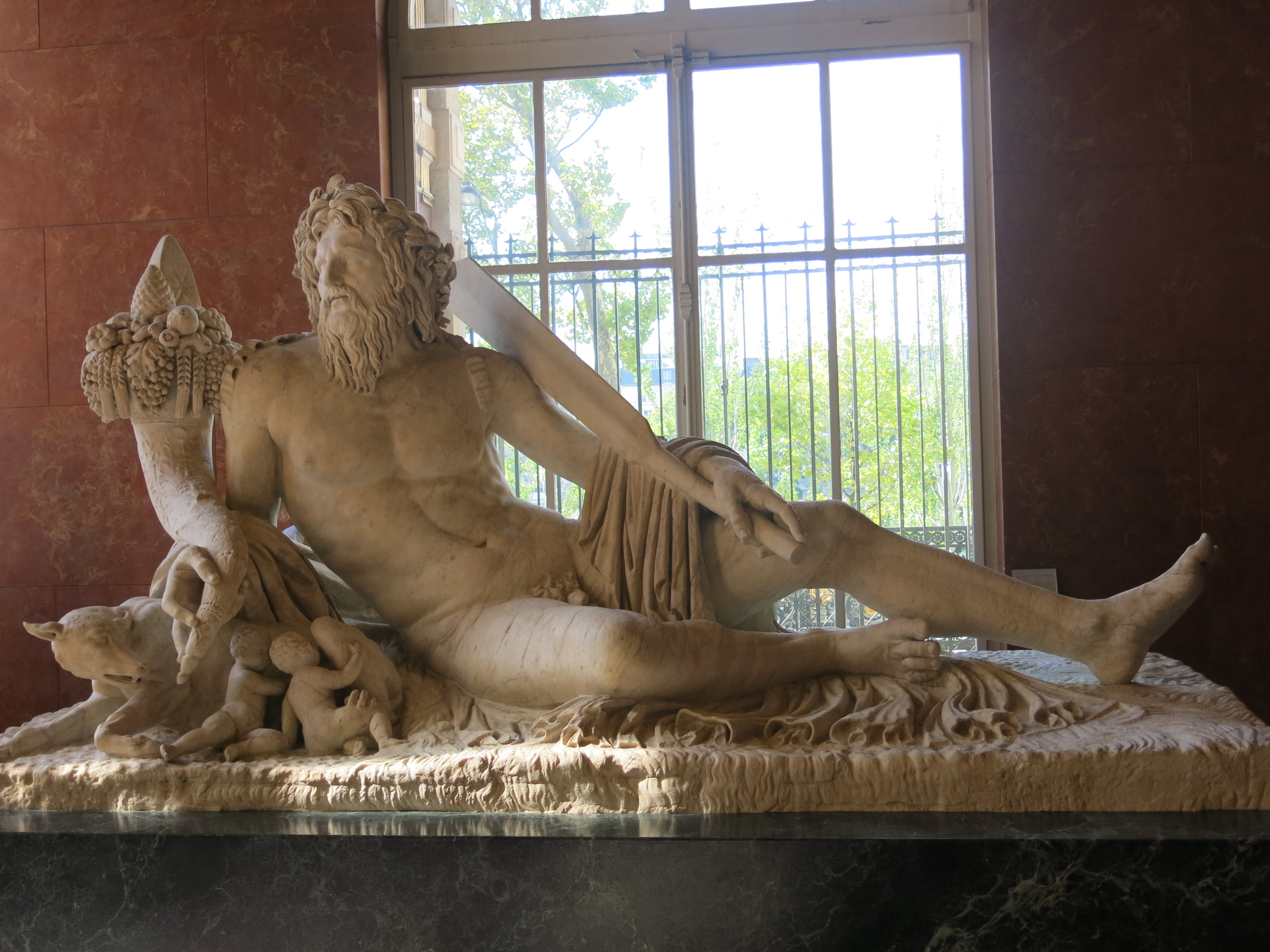
Romeins beeld van Romulus en Remus en de Tiber